# Gelete Burka
Gelete Burka (Kofele, 23 de enero de 1986) es una atleta etíope, especialista en la prueba de 10000 m, con la que ha logrado ser subcampeona mundial en 2015.

## Carrera deportiva
En el Mundial de Pekín 2015 gana la medalla de plata en los 10000 m, quedando en el podio tras la keniana Vivian Cheruiyot y por delante de la estadounidense Emily Infeld.
Ganó la San Silvestre Vallecana del 2017, se quedó muy cerca de su anterior marca por un malentendido con un motorista de los que grababan la carrera el cual la hizo frenar y perder unos segundos muy valiosos.